# Seußling

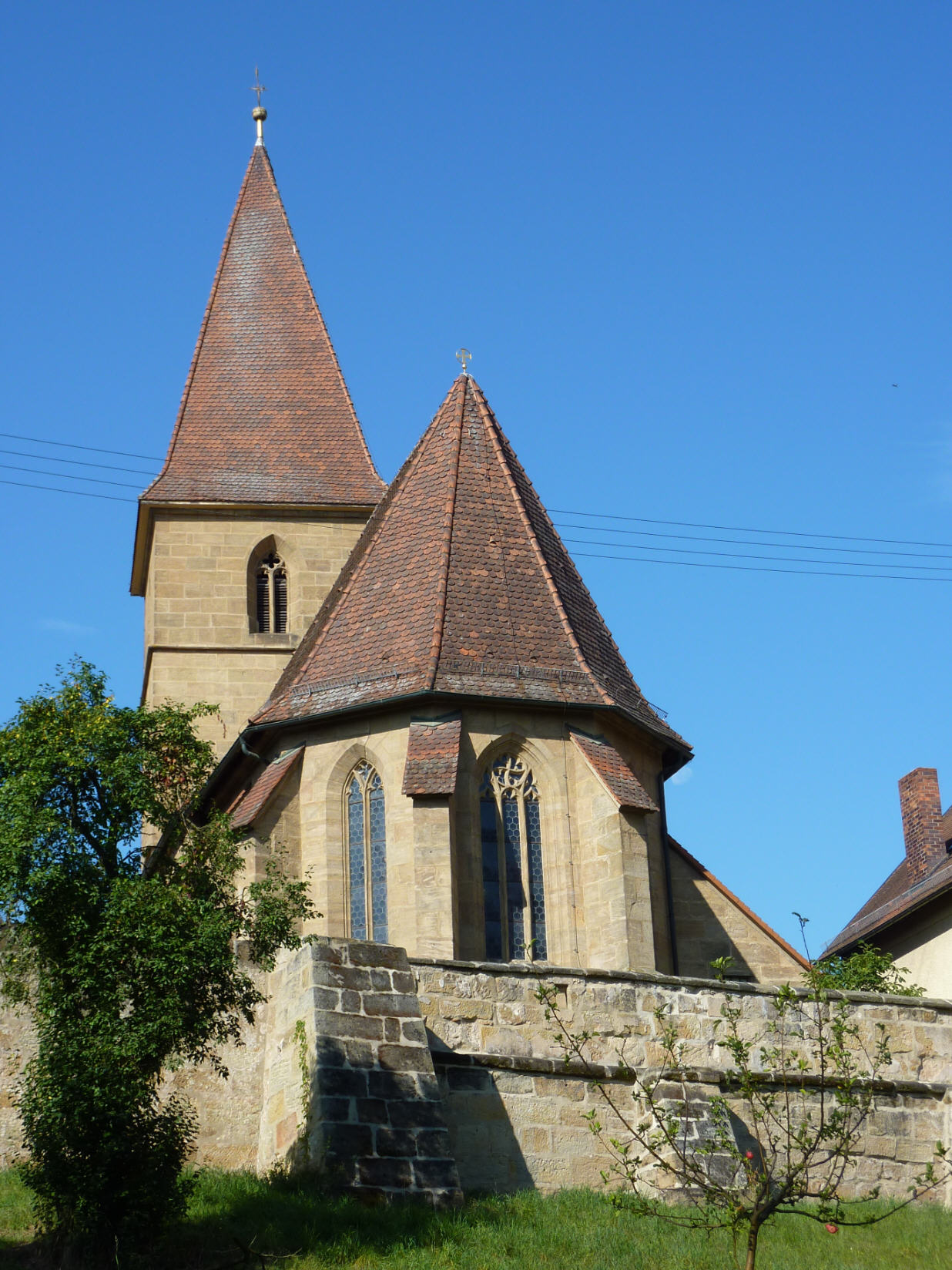
St. Sigismund

Seußling ist ein Gemeindeteil der Gemeinde Altendorf im oberfränkischen Landkreis Bamberg und eine Gemarkung.

## Geografie
Nachbarorte des Pfarrdorfes sind im Norden Hirschaid, im Osten Altendorf, im Süden Trailsdorf (Gemeinde Hallerndorf, Landkreis Forchheim), im Südwesten Großbuchfeld sowie Rothensand und im Nordwesten Sassanfahrt (alle drei Orte Markt Hirschaid).

## Geschichte
Ausgrabungen belegen, dass eine slawische Besiedlung seit dem Frühmittelalter bestand. Vermutlich war Seußling der Standort einer der 14 Slawenkirchen, die Karl der Große 795 im Rahmen der Slawenmission im Gebiet zwischen Main und Regnitz erbauen ließ. Die Reste der Vorgängerbauten unter der Krypta der Kirche St. Sigismund werden bis ins 9. Jahrhundert datiert. Die Grabungen in der Regnitzfurche brachten slawische Keramik zutage, die hier in ihrer für Franken ältesten Form vorliegt. In verschiedenen Gruben, die die Form von Gräbern hatten, wurde Brandschutt mit durchglühten Rollsteinen gefunden. Dies könnte auf Scheiterhaufen hindeuten. Weitere Funde, die mit Kult und Bestattungsbräuchen der Zuwanderer zusammenhängen dürften, sind noch nicht endgültig gedeutet. Sehr bald dürften allerdings auch die zugewanderten Slawen den Kirchhof als Bestattungsplatz genutzt haben.
Erstmals urkundlich erwähnt wurde Seußling 1013. Damals tauschte König Heinrich Groß-Gerau gegen Seußling und Amlingstadt ein. Tauschpartner war der Bischof von Würzburg.
Zum 1. Mai 1978 wurde die Gemeinde Seußling im Zuge der Gebietsreform in Bayern nach Altendorf eingemeindet.

## Baudenkmäler
Der letzte Bauabschnitt der im Jahr 2000 innenrenovierten Pfarrkirche St. Sigismund endete um 1740. Die ungewöhnlich große, im  gotischen Stil aus Sandsteinquadern errichtete Kirche besitzt ein Beinhaus und war zeitweise vermutlich ein Wallfahrtsziel. Das Bauwerk steht über einer Krypta mit vier freistehenden und zehn Wandpfeilern. Im Jahr 1354 wurden dort die Reliquien des heiligen Sigismund für eine Nacht aufgebahrt, als sie von St. Maurice nach Prag in den dortigen Veitsdom überführt werden sollten, ein Arm des einstigen Burgunderkönigs blieb damals in Seußling zurück. Seitdem steht die Kirche in Seußling unter dem Patrozinium des heiligen Sigismund. Die teilweise erhaltene Kirchhofbefestigung stammt aus dem 15. oder 16. Jahrhundert.
Neben der Kirche befindet sich das frühbarocke Pfarrhaus. Es wurde von Bischof Fuchs von Dornheim, dessen Wappen auf der Straßenseite zu sehen ist, in den Jahren 1624 bis 1627 erbaut. 
Die Pfarrscheune, die als Versammlungsraum genutzt wird, stammt aus dem 18. Jahrhundert.

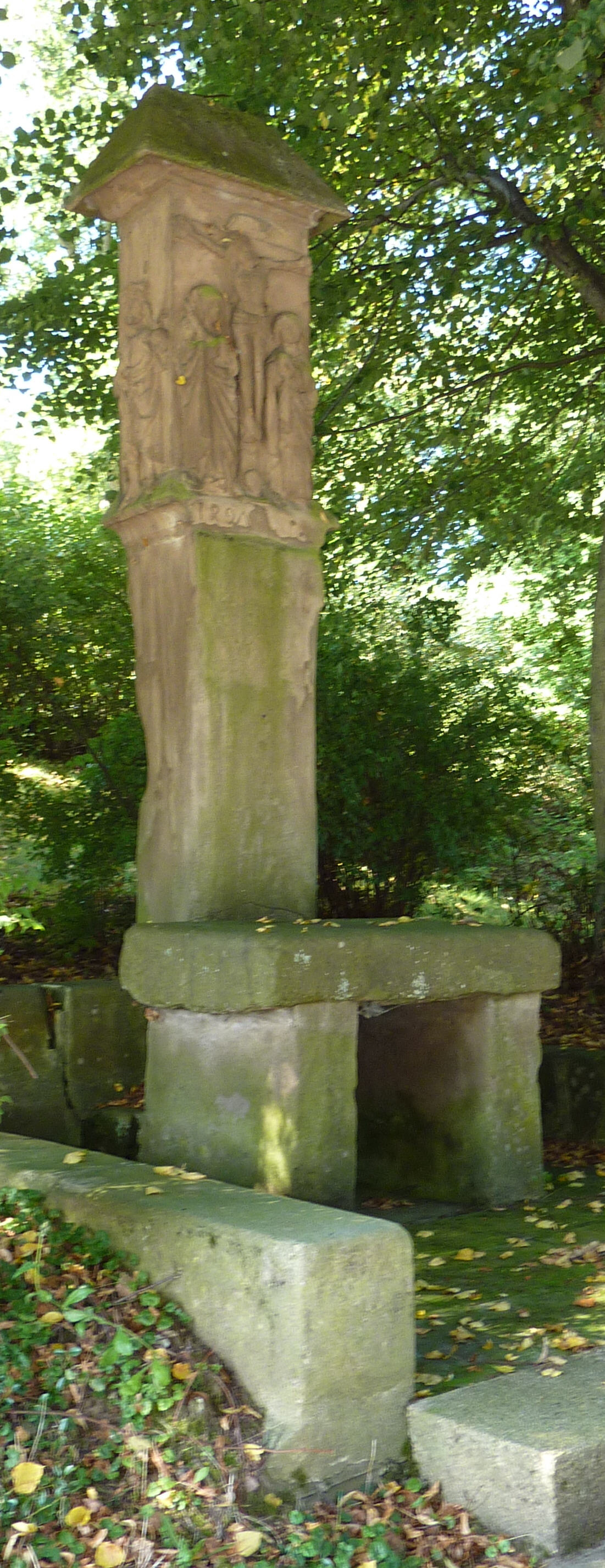
Bildstock

Der heilige Sigismund ist auch auf der Seitenfläche eines Bildstocks aus dem späten 15. Jahrhundert dargestellt, der am Ortsausgang in Richtung Sassanfahrt steht. Auf der gegenüberliegenden Seitenfläche ist der heilige Sebastian zu sehen, das Hauptbild stellt die Kreuzigung Christi dar. Der Bildstock ist aus Sandstein gefertigt, etwa 4,20 Meter hoch und mit einem Ruhestein versehen.
Eine etwa vier Meter hohe Sandsteinsäule befindet sich im Garten des Hauses Regnitzstraße 2.

## Hochwasserschutz
Seußling befindet sich am linken Ufer der Regnitz und war mehrfach von schwerem Hochwasser betroffen. In den Jahren 2001 bis 2004 wurden ein Deich und ein Schöpfwerk errichtet, um diesem Problem zu begegnen. Zugleich wurde durch Uferaufweitungen und Vorlandabsenkungen im Bereich des Baggersees und des Ufers der Regnitz den Folgen der Flussbegradigung entgegengewirkt.